# Simning vid världsmästerskapen i simsport 2022 – Damernas 4 × 100 meter medley
Damernas 4 × 100 meter medley vid världsmästerskapen i simsport 2022 avgjordes den 25 juni 2022 i Donau Arena i Budapest i Ungern.
Guldet togs av USA:s kapplag på tiden 3.53,78. Silvret togs av Australien på tiden 3.54,25 och bronset togs av Kanada på tiden 3.55,01.

## Rekord
Inför tävlingens start fanns följande världs- och mästerskapsrekord:
|                   | Nation | Tid     | Ort               | Datum        |
| ----------------- | ------ | ------- | ----------------- | ------------ |
| Världsrekord      | USA    | 3.50,40 | Gwangju, Sydkorea | 28 juli 2019 |
| Mästerskapsrekord | USA    | 3.50,40 | Gwangju, Sydkorea | 28 juli 2019 |

## Resultat

### Försöksheat
Försöksheaten startade klockan 09:39.
| Placering | Heat | Bana | Nation         | Simmare | Tid             | Noteringar      |
| --------- | ---- | ---- | -------------- | --- | --------------- | --------------- |
| 1         | 2    | 4    | Australien     | Kaylee McKeown (59,06) Jenna Strauch (1.07,79) Brianna Throssell (57,29) Madison Wilson (52,63)                    | 3.56,77         | 0Q0             |
| 2         | 1    | 6    | Nederländerna  | Kira Toussaint (59,75) Tes Schouten (1.06,83) Maaike de Waard (57,45) Marrit Steenbergen (53,45)                   | 3.57,48         | 0Q0             |
| 3         | 1    | 3    | Sverige        | Hanna Rosvall (1.01,05) Sophie Hansson (1.06,94) Louise Hansson (56,71) Sarah Sjöström (53,11)                     | 3.57,81         | 0Q0             |
| 4         | 2    | 5    | Kanada         | Ingrid Wilm (59,54) Kelsey Wog (1.08,26) Maggie Mac Neil (57,23) Kayla Sanchez (53,35)                             | 3.58,38         | 0Q0             |
| 5         | 2    | 6    | Italien        | Silvia Scalia (1.01,12) Arianna Castiglioni (1.06,29) Elena Di Liddo (57,79) Silvia Di Pietro (54,20)              | 3.59,40         | 0Q0             |
| 6         | 2    | 3    | Kina           | Peng Xuwei (1.00,29) Yu Jingyao (1.07,70) Zhang Yufei (57,47) Yang Junxuan (54,09)                                 | 3.59,55         | 0Q0             |
| 7         | 1    | 4    | USA            | Rhyan White (1.00,12) Alexandra Walsh (1.07,60) Natalie Hinds (58,88) Erika Brown (53,46)                          | 4.00,06         | 0Q0             |
| 8         | 2    | 2    | Frankrike      | Emma Terebo (1.00,77) Adèle Blanchetière (1.08,99) Marie Wattel (57,83) Charlotte Bonnet (53,86)                   | 4.01,45         | 0Q0             |
| 9         | 2    | 1    | Israel         | Aviv Barzelay (1.01,65) Anastasia Gorbenko (1.07,02) Lea Polonsky (59,42) Daria Golovaty (55,19)                   | 4.03,28         |                 |
| 10        | 1    | 2    | Brasilien      | Stephanie Balduccini (1.03,43) Jhennifer Conceição (1.07,30) Giovanna Diamante (58,37) Ana Carolina Vieira (55,49) | 4.04,59         |                 |
| 11        | 2    | 7    | Sydkorea       | Lee Eun-ji (1.00,79) Moon Su-a (1.09,56) Jeong So-eun (59,49) Hur Yeon-kyung (55,45)                               | 4.05,29         |                 |
| –         | 1    | 5    | Storbritannien | Medi Harris (1.00,37) Molly Renshaw Laura Stephens Lucy Hope                                                       | Diskvalificerad | Diskvalificerad |
| –         | 1    | 1    | Thailand       | Startade inte | Startade inte   | Startade inte   |
| –         | 1    | 7    | Grekland       | Startade inte | Startade inte   | Startade inte   |

### Final
Finalen startade klockan 19:38.
| Placering | Bana | Nation        | Simmare                                                                                                  | Tid     | Noteringar |
| --------- | ---- | ------------- | --- | ------- | ---------- |
| 1         | 1    | USA           | Regan Smith (58,40) Lilly King (1.05,89) Torri Huske (56,67) Claire Curzan (52,82)                       | 3.53,78 |            |
| 2         | 4    | Australien    | Kaylee McKeown (58,77) Jenna Strauch (1.05,99) Brianna Throssell (57,19) Mollie O'Callaghan (52,30)      | 3.54,25 |            |
| 3         | 6    | Kanada        | Kylie Masse (58,39) Rachel Nicol (1.07,17) Maggie Mac Neil (56,80) Penny Oleksiak (52,65)                | 3.55,01 |            |
| 4         | 3    | Sverige       | Hanna Rosvall (1.00,72) Sophie Hansson (1.06,20) Louise Hansson (56,38) Sarah Sjöström (52,66)           | 3.55,96 |            |
| 5         | 5    | Nederländerna | Kira Toussaint (59,80) Tes Schouten (1.06,60) Maaike de Waard (57,39) Marrit Steenbergen (53,45)         | 3.57,24 |            |
| 6         | 7    | Kina          | Peng Xuwei (59,96) Tang Qianting (1.06,62) Zhang Yufei (57,64) Yang Junxuan (53,51)                      | 3.57,73 |            |
| 7         | 2    | Italien       | Margherita Panziera (1.00,35) Benedetta Pilato (1.07,00) Elena Di Liddo (57,45) Silvia Di Pietro (54,06) | 3.58,86 |            |
| 8         | 8    | Frankrike     | Emma Terebo (1.00,58) Adèle Blanchetière (1.08,34) Marie Wattel (57,79) Charlotte Bonnet (53,23)         | 3.59,94 |            |